# 大神信
大神 信（おおがみ まこと、1936年3月25日 - ）は、福岡県出身の元俳優。

## 人物
身長170cm。体重63kg。
劇団NLT、ウィットプロモーションに所属していた。
旧芸名は大神 信（おおがみ しん）、大神 真。

## 出演作品

### テレビドラマ

#### NHK
- 大河ドラマ
  - 元禄太平記（1975年） - 榊原与太夫
  - 花神 第49話「彰義隊」（1977年） - 川島億次郎
- 中学生日記（2007年）
  - 僕はここにいる。〜父と子の闘争日記〜 第2話・夏
  - 僕は、ここにいる。 秋

#### 日本テレビ
- 東京バイパス指令 第8話「墓場への招待」（1968年）
- 火曜日の女シリーズ / マッチ箱の家 第2話（1972年）
- 太陽にほえろ!
  - 第7話「きたない奴」（1972年） - 平田
  - 第186話「復讐」（1976年） - ヤクザ
- スターウルフ 第3話「今 果てしない宇宙へ」（1978年） - スペースコマンド隊長

#### TBS
- ザ・ガードマン 第298話「大人を恨みます! 17才の心中」（1970年）
- シークレット部隊 第24話「恋の泥棒作戦」（1972年）

#### フジテレビ
- 若者たち 第5話「惑い」（1966年）
- 東京コンバット 第8話「死神は待たない」（1968年）
- 銭形平次 (大川橋蔵)
  - 第398話「はやて駕籠」（1973年） - 伝吉
  - 第411話「江戸は今夜も」（1974年） - 伊蔵
- 同心部屋御用帳 江戸の旋風II 第47話「泣くな、お人よし」（1977年）
- 大空港
  - 第4話「パリ－東京　戦慄の20時間」（1978年）
  - 第63話「射殺命令」（1979年）
  - 第68話「報復の弾道が闇を裂く! 頂上作戦・地獄の綱渡り」（1980年）
- 雲霧仁左衛門 第11話「恩は仇で返せるか?」（1979年）

#### テレビ朝日
- あゝ同期の桜 第4話「兄弟」（1967年）
- 絢爛たる復讐 第1話「傷だらけのバラード」（1969年）
- 特別機動捜査隊
  - 第467話「花火と女」（1970年） - 江藤刑事
  - 第481話「追憶の街」（1971年） - 川端
  - 第559話「ある女の怪談」（1972年） - 山下
  - 第696話「ある女教師の場合」（1975年） - 南沢
- ターゲットメン 第3話「消えた360億円」（1971年）
- 変身忍者 嵐 第10話「死をよぶ! 吸血ムカデ!!」（1972年） - 飛脚の弥平次
- 仮面ライダー（1972年）
  - 第71話「怪人アブゴメス 六甲山大ついせき!」 - ジョージ
  - 第84話「危うしライダー! イソギンジャガーの地獄罠」 - 桂木良助[2]
- 人造人間キカイダー 第33話「兇悪キメンガニレッド 呪いの掟」（1973年） - 作業員
- イナズマン 第16話「約束に向って走れ!」（1974年） - 間宮
- 特捜最前線
  - 第138話「警視庁窓際族!」（1979年）
  - 第231話「十字路・ビラを配る女!」（1982年）
- ザ・ハングマン 第42話「リモコン・ヘリ 空爆処刑」（1982年）

#### 東京12チャンネル（テレビ東京）
- プレイガール
  - 第17話「女はスレスレで勝負する」（1969年）
  - 第35話「夫は外で何をしていた?」（1969年）
- フラワーアクション009ノ1 第4話「殺し屋はニューモードがお好き」（1969年）